# Tuca & Bertie
Tuca & Bertie es una serie de televisión estadounidense de animación para adultos creada por Lisa Hanawalt. Trata sobre la amistad de dos mujeres treintañeras, la tucán Tuca y la zorzal Bertie, que deberán afrontar conflictos personales y los miedos propios de la vida adulta para salir adelante.
La primera temporada fue estrenada a nivel mundial el 3 de mayo de 2019 en Netflix. Aunque la plataforma de streaming canceló la producción, fue retomada por Adult Swim con una segunda temporada que se estrenó el 13 de junio de 2021.

## Argumento
Tuca & Bertie se centra en la amistad entre dos aves treintañeras que residen en el mismo edificio. Tuca (Tiffany Haddish) es una tucán muy despreocupada y que actúa sin pensar en las consecuencias, mientras que Bertie (Ali Wong) es una zorzal soñadora e insegura. Aunque ambas compartían piso antes, su relación se pondrá a prueba cuando Bertie se independiza en el piso de abajo con su novio, el petirrojo Speckle (Steven Yeun).
A lo largo de la serie, las protagonistas deberán afrontar los cambios que suceden en su vida, así como sus traumas personales, el miedo al fracaso y las dificultades de la sociedad en la que viven. Tuca & Bertie sigue un hilo narrativo serializado y todos los personajes son animales antropomorfos.

## Producción
Tuca & Bertie es una serie de animación creada por Lisa Hanawalt, quien había trabajado junto con Raphael Bob-Waksberg en el diseño de personajes de BoJack Horseman. A raíz del éxito de esta producción, Netflix contactó con la autora para que presentara su propio proyecto de serie de televisión.
Hanawalt quiso crear desde el primer momento una animación para adultos desde una óptica feminista, partiendo de su universo de animales antropomorfos. Para ello se inspiró en uno de sus antiguos webcomics, Tuca the Toucan (2013-2014), y basó la nueva historia en los problemas de dos amigas con personalidades muy diferentes entre sí, mediante un estilo que la propia autora ha definido como «surrealista, humano (…) sexual y natural». El ritmo narrativo es también más frenético y vívido que BoJack Horseman.
Netflix presentó el proyecto el 20 de febrero de 2018, con Hanawalt como directora y Bob-Waksberg, Noel Bright, Steven A. Cohen y Tiffany Haddish como productores. El reparto de actores de voz estaba liderado por Haddish, Ali Wong y Steven Yeun, además de numerosos cameos del mundo de la comedia estadounidense.
La primera temporada constaba de diez episodios y fue estrenada el 3 de mayo de 2019. Dos meses después del lanzamiento, Hanawalt confirmó que Netflix había cancelado la producción de más capítulos. No obstante, en mayo de 2020 se confirmó que el equipo había llegado a un acuerdo con Adult Swim, el bloque de animación para adultos de Cartoon Network, para producir una segunda temporada que se estrenó el 13 de junio de 2021. La tercera temporada salió al aire un año después, el 10 de julio de 2022.

## Personajes
La siguiente lista solo recoge los actores protagonistas:
- Tuca (Tiffany Haddish): Tuca es una tucán extrovertida, impulsiva y despreocupada. Durante años ha compartido piso con Bertie, con quien ha mantenido la amistad. Subsiste con trabajos temporales y con el dinero que le presta su tía millonaria, de quien ha dependido desde la muerte de su madre. Además ha dejado el alcohol y tendrá que enfrentarse a las situaciones más complicadas desde la sobriedad.
- Bertie (Ali Wong): Bertie es un zorzal inteligente, de mentalidad centrada y soñadora, pero también muy limitada por sus inseguridades. Trabaja como analista de operaciones en una gran empresa, aunque aspira a convertirse en repostera después de conocer al pastelero más prestigioso de su ciudad. Todo ello le lleva a plantearse su futuro laboral y sentimental a lo largo de los episodios.
- Speckle (Steven Yeun): Speckle es un petirrojo y el novio de Bertie, con quien ha decidido independizarse. Es alguien amable y leal, muy centrado en su trabajo como arquitecto, y con una mentalidad algo puritana que choca con el carácter de las dos protagonistas. A pesar de ello, mantiene una buena relación con Tuca.

## Actores de voz
Todo el elenco de actores de voz en la versión original está formado por gente relacionada con la comedia estadounidense. Tanto Tiffany Haddish como Ali Wong son dos mujeres que anteriormente hicieron comedia de situación y comedia en vivo, mientras que Steven Yeun es más conocido por su papel en The Walking Dead. En el resto del elenco destacan los cameos de Nicole Byer (Nailed It!) interpretando a varios personajes, Reggie Watts, Richard E. Grant, Jane Lynch, Laverne Cox, Amber Ruffin, Jermaine Fowler, Shamir y Tessa Thompson entre otros.
Hay dos versiones en idioma español: una para América Latina, grabada en Los Ángeles bajo la dirección de Nathalia Hencker, y otra para España, grabada en Madrid bajo la dirección de Mar Bordallo.
| Personaje              | Actor original         | Actor de doblaje (América Latina) | Actor de doblaje (España) |
| Personajes principales | Personajes principales | Personajes principales            | Personajes principales    |
| ---------------------- | ---------------------- | --------------------------------- | ------------------------- |
| Tuca                   | Tiffany Haddish        | Valentina Latyna                  | Amparo Bravo              |
| Bertie                 | Ali Wong               | Susana Ballesteros                | María Blanco              |
| Speckle                | Steven Yeun            | Diego Osorio                      | Rafa Romero               |
| Personajes secundarios |                        |                                   |                           |
| Pete                   | Reggie Watts           | Juan Carlos Molina                | Peyo García               |
| Holland                | Richard E. Grant       | Juan Baltazar                     | Abraham Aguilar           |
| Tallulah               | Jenifer Lewis          | Yolanda Vidal                     | María Jesús Nieto         |

## Episodios
| Temporada | Temporada | Episodios | Episodios | Emisión original    | Emisión original  | Emisión original |
| Temporada | Temporada | Episodios | Episodios | Primera emisión     | Última emisión    | Cadena           |
| --------- | --------- | --------- | --------- | ------------------- | ----------------- | ---------------- |
|           | 1         | 10        | 10        | 3 de mayo de 2019   | 3 de mayo de 2019 | Netflix          |
|           | 2         | TBA       | TBA       | 10 de julio de 2022 | —                 | Adult Swim       |

### Temporada 1 (2019)
| N.º en serie | N.º en temp. | Título            | Dirigido por | Escrito por                          | Fecha de emisión original |
| ------------ | ------------ | ----------------- | ------------ | ------------------------------------ | ------------------------- |
| 1            | 1            | «The Sugar Bowl»  | Amy Winfrey  | Lisa Hanawalt & Raphael Bob-Waksberg | 3 de mayo de 2019         |
| 2            | 2            | «The Promotion»   | Aaron Long   | Lisa Hanawalt                        | 3 de mayo de 2019         |
| 3            | 3            | «The Deli Guy»    | Mollie Helms | Lee Sung Jin                         | 3 de mayo de 2019         |
| 4            | 4            | «The Sex Bugs»    | James Bowman | Rachelle Williams                    | 3 de mayo de 2019         |
| 5            | 5            | «Plumage»         | Amy Winfrey  | Nick Adams                           | 3 de mayo de 2019         |
| 6            | 6            | «The Open House»  | Aaron Long   | Karen Graci                          | 3 de mayo de 2019         |
| 7            | 7            | «Yeast Week»      | Mollie Helms | Gonzalo Córdova                      | 3 de mayo de 2019         |
| 8            | 8            | «The New Bird»    | Adam Parton  | Lee Sung Jin                         | 3 de mayo de 2019         |
| 9            | 9            | «The Jelly Lakes» | Amy Winfrey  | Shauna McGarry                       | 3 de mayo de 2019         |
| 10           | 10           | «SweetBeak»       | Aaron Long   | Lisa Hanawalt                        | 3 de mayo de 2019         |

### Temporada 2 (2021)
| N.º en serie | N.º en temp. | Título             | Dirigido por     | Escrito por                       | Fecha de emisión original | Audiencia (millones) |
| ------------ | ------------ | ------------------ | ---------------- | --------------------------------- | ------------------------- | -------------------- |
| 11           | 1            | «Bird Mechanics»   | Aaron Long       | Shauna McGarry                    | 13 de junio de 2021       | 0,412                |
| 12           | 2            | «Planteau»         | Meg Waldow       | Lisa Hanawalt                     | 20 de junio de 2021       | 0,484                |
| 13           | 3            | «Kyle»             | Adam Parton      | Gonzalo Cordova                   | 27 de junio de 2021       | 0,493                |
| 14           | 4            | «Nighttime Friend» | Meg Waldow       | Shauna McGarry                    | 4 de julio de 2021        | 0,399                |
| 15           | 5            | «Vibe Check»       | Peter Merryman   | Samantha Irby                     | 11 de julio de 2021       | 0,444                |
| 16           | 6            | «The Moss»         | Erica Perez      | Gonzalo Cordova                   | 18 de julio de 2021       | 0,365                |
| 17           | 7            | «Sleepovers»       | Samantha S. Gray | Lisa Hanawalt y Shauna McGarry    | 25 de julio de 2021       | 0,390                |
| 18           | 8            | «Corpse Week»      | Meg Waldow       | Samantha Irby                     | 1 de agosto de 2021       | 0,391                |
| 19           | 9            | «The Dance»        | Peter Merryman   | Shauna McGarry y Chikodili Agwuna | 8 de agosto de 2021       | 0,385                |
| 20           | 10           | «The Flood»        | Mollie Helms     | Lisa Hanawalt                     | 15 de agosto de 2021      | 0,336                |